# نجاد بايروفيتش
نجاد بايروفيتش (Nedžad Bajrović) لاعب ومدرب كرة قدم بوسني دولي. لعب سابقاً لناديي سلوبودا توزلا البوسني والمريخ السوداني.

## الإنجازات

### مع المريخ
- كأس السودان (1): 2006.